# Vooremaa
Vooremaa este o arie protejată (arie de protecție specială avifaunistică — SPA) din Estonia întinsă pe o suprafață de 3.752,7 ha, integral pe uscat.

## Localizare
Centrul sitului Vooremaa este situat la coordonatele 58°33′06″N 26°40′42″E / 58.5516°N 26.6784°E.

## Înființare
Situl Vooremaa a fost declarat arie de protecție specială avifaunistică în aprilie 2004 pentru a proteja 13 specii de animale.

## Biodiversitate
Situată în ecoregiunea boreală, aria protejată nu include niciun habitat protejat.
La baza desemnării sitului se află mai multe specii protejate de  păsări (13): lăcar mare (Acrocephalus arundinaceus), rață mare (Anas platyrhynchos), gârliță mare (Anser albifrons), gâscă de semănătură (Anser fabalis), rață-cu-cap-castaniu (Aythya ferina), rața moțată (Aythya fuligula), buhai de baltă (Botaurus stellaris), chirighiță neagră (Chlidonias niger), erete de stuf (Circus aeruginosus), lișiță (Fulica atra), pescăruș râzător (Larus ridibundus), corcodel mare (Podiceps cristatus), corcodel-cu-gât-roșu (Podiceps grisegena).
Pe lângă speciile protejate, pe teritoriul sitului au mai fost identificate 2 specii de păsări.